# Nesodillo canalensis
Nesodillo canalensis är en kräftdjursart som beskrevs av Karl Wilhelm Verhoeff1926. Nesodillo canalensis ingår i släktet Nesodillo och familjen Armadillidae. Inga underarter finns listade i Catalogue of Life.